# Wasser- und Schifffahrtsdirektion Nord
Die Wasser- und Schifffahrtsdirektion Nord (WSD Nord) war eine Bundesmittelbehörde und dem Bundesministerium für Verkehr, Bau und Stadtentwicklung (BMVBS) nachgeordnet. Der Sitz war in Kiel.
Am 1. Mai 2013 wurde die Behörde zunächst eine Außenstelle der Generaldirektion Wasserstraßen und Schifffahrt (GDWS) und mit dem Inkrafttreten des WSV-Zuständigkeitsanpassungsgesetzes (BGBl. Teil 1 Nr. 24 Jahrgang 2016, S. 1257ff) am 1. Juni 2016 zum Standort Kiel der GDWS.

## Zuständigkeit
Die Behörde war zuständig für die Gewährleistung der Sicherheit und die Leichtigkeit des Verkehrs auf den Bundeswasserstraßen der deutschen Ostseeküste, der schleswig-holsteinischen Nordseeküste, der Unterelbe und ihren Zuflüssen, dem Nord-Ostsee-Kanal, der Eider, der Untertrave und der Peene.
Die Behörde hatte in diesem Zusammenhang für die Unterhaltung und den Neu- und Ausbau dieser Wasserstraßen zu sorgen. Sie war zuständig für die Gefahrenabwehr, den Betrieb der Schifffahrtsanlagen wie Schleusen, Pegel, Wehre und Schöpfwerke. Sie hatte die Schifffahrtszeichen auf den Wasserstraßen ihres Zuständigkeitsbereichs zu setzen. Die Wasser- und Schifffahrtsdirektion als Schifffahrtspolizei lenkte und regelte den Verkehr auf den Wasserstraßen, untersuchte dort verkehrende Schiffe auf ihre Sicherheit, erteilte Befähigungsnachweise zum Betreiben von Schiffen und hatte Umweltschäden durch Schiffe zu verhüten.

## Nachgeordnete Behörden
Der Wasser- und Schifffahrtsdirektion Nord waren folgende Behörden unterstellt:
- Wasser- und Schifffahrtsamt Lübeck, dann Wasserstraßen- und Schifffahrtsamt Lübeck, 2020 aufgegangen im Wasserstraßen- und Schifffahrtsamt Ostsee.
- Wasser- und Schifffahrtsamt Tönning, dann Wasserstraßen- und Schifffahrtsamt Tönning, 2021 aufgegangen im Wasserstraßen- und Schifffahrtsamt Elbe-Nordsee.
- Wasser- und Schifffahrtsamt Brunsbüttel, dann Wasserstraßen- und Schifffahrtsamt Brunsbüttel, 2021 aufgegangen im Wasserstraßen- und Schifffahrtsamt Nord-Ostsee-Kanal.
- Wasser- und Schifffahrtsamt Kiel-Holtenau, dann Wasserstraßen- und Schifffahrtsamt Kiel-Holtenau, 2021 aufgegangen im Wasserstraßen- und Schifffahrtsamt Nord-Ostsee-Kanal.
- Wasser- und Schifffahrtsamt Stralsund, dann Wasserstraßen- und Schifffahrtsamt Stralsund, 2020 aufgegangen im Wasserstraßen- und Schifffahrtsamt Ostsee.
- Wasser- und Schifffahrtsamt Hamburg, dann Wasserstraßen- und Schifffahrtsamt Hamburg, 2021 aufgegangen im Wasserstraßen- und Schifffahrtsamt Elbe-Nordsee.
- Wasser- und Schifffahrtsamt Cuxhaven, dann Wasserstraßen- und Schifffahrtsamt Cuxhaven, 2021 aufgegangen im Wasserstraßen- und Schifffahrtsamt Elbe-Nordsee.
- Wasserstraßenneubauamt Rendsburg

## Geschichte

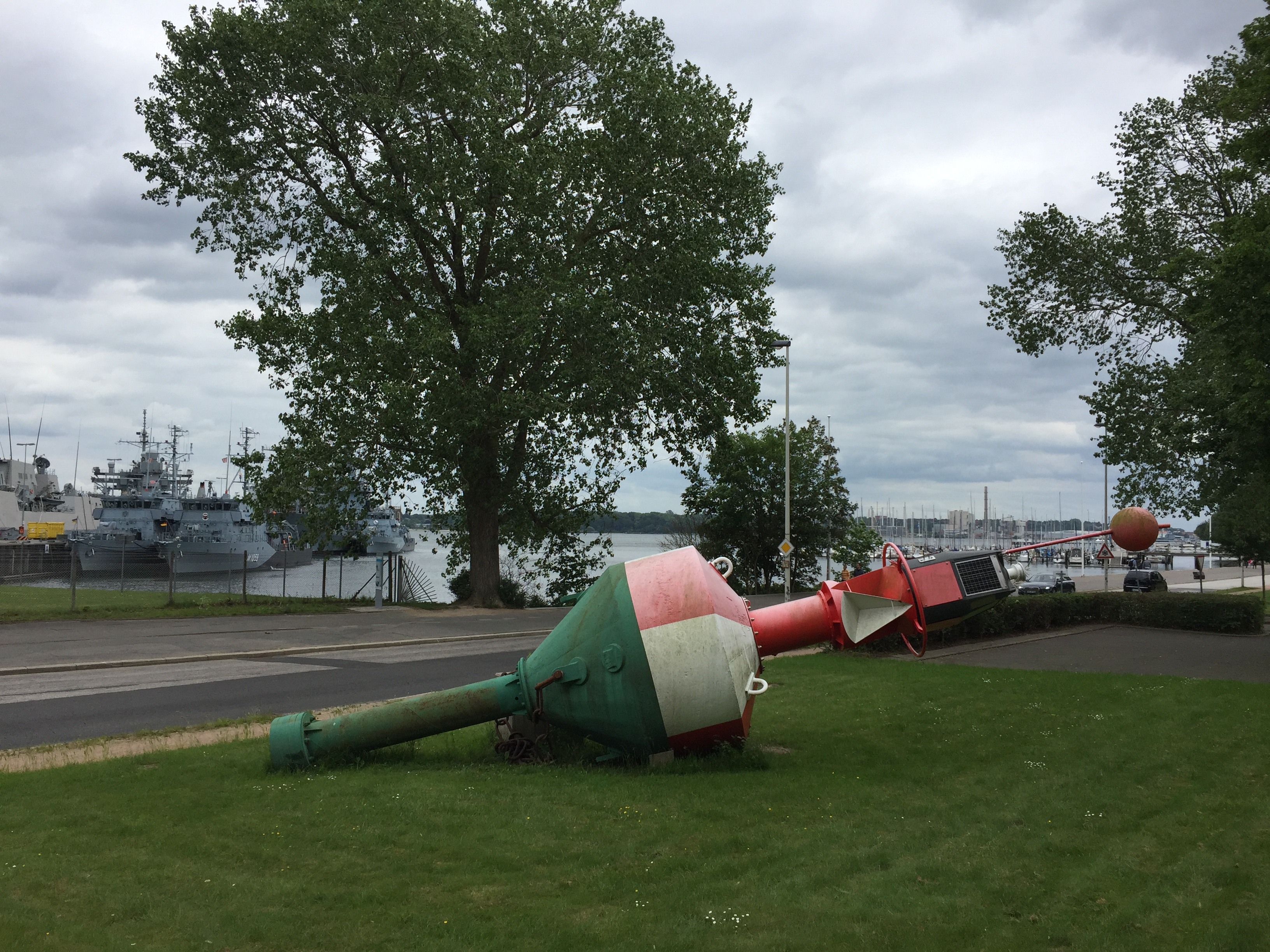
Präsentation eines Seezeichens vor der WSD

Die Behörde ist aus der 1886 für den Bau des seinerzeitigen Kaiser-Wilhelm-Kanals (heute Nord-Ostsee-Kanal) eingesetzten kaiserlichen Kanalkommission, hervorgegangen. Diese wurde am 1. Juli 1895 in das neu gebildete Kaiserliche Kanalamt in Kiel überführt. Das Kanalamt hatte die Aufgabe, den Kanalbetrieb zu überwachen und für den reibungslosen Ablauf der Geschäfte zu sorgen. Für die Wahrnehmung der Interessen des Militärs war ein Marinekommissar bei Kanalamt angestellt, der als Organ des Reichsmarineamts wirkte. Das Kanalamt war ein Ressort des Reichsamts des Innern.
1919 wurde die Behörde in Reichskanalamt umbenannt. Präsident war Robert Scharmer. Am 1. April 1939 wurde das Reichskanalamt aufgehoben und man errichtete die Wasserstraßendirektionen als eine gesonderte Abteilung beim Oberpräsidenten der Provinz Schleswig-Holstein.  Nach dem Ende des Zweiten Weltkriegs wurde die Wasserstraßendirektion Kiel zunächst der Landesverwaltung von Schleswig-Holstein unterstellt.
1947 erfolgte nach einer Verwaltungsreform die Umbenennung der Wasserstraßendirektion in Seewasserstraßendirektion. Gleichzeitig wurden folgende Lokalbehörden gebildet: Seewasserstraßenamt Tönning, Glückstadt, Lübeck, Ostsee/ Kiel, Kaiser-Wilhelm-Kanal in Kiel-Holtenau, Brunsbüttelkoog, Seewasserstraßen-Maschinenamt Rendsburg/Saatsee und Seewasserstraßen-Verkehrsamt Kiel/Holtenau mit den Hafenkapitänen Holtenau und Brunsbüttelkoog und seit 10. Juni 1947 das Seezeichenamt Brunsbüttelkoog.
Die Behörde hieß zwischen 1949 und 1975 Wasser- und Schiffahrtsdirektion Kiel und ab 1976 Wasser- und Schifffahrtsdirektion Nord. Durch die Reform der Wasser- und Schifffahrtsverwaltung des Bundes verlor die Behörde am 1. Mai 2013 ihre Eigenständigkeit, wurde zur Außenstelle Nord der Generaldirektion Wasserstraßen und Schifffahrt und ist mit Inkrafttretens des WSV-Zuständigkeitsanpassungsgesetzes (BGBl. Teil 1 Nr 24 Jahrgang 2016, S. 1257ff) Generaldirektion Wasserstraßen und Schifffahrt Standort Kiel.